# Jimmy Wilson (cestista)
James Wilson, detto Jimmy (8 ottobre 1947 – 23 novembre 2012), è stato un cestista statunitense, professionista nella ABA.

## Carriera
Venne selezionato dai Chicago Bulls al quarto giro del Draft NBA 1970 (62ª scelta assoluta).
Disputò 6 partite con i Pittsburgh Condors nella stagione ABA 1970-71.